# Adelheid Seeck
Adelheid Seeck, född 3 november 1912 i Berlin, död 17 februari 1973 i Stuttgart, var en tysk skådespelare. Under åren 1941 till 1972 medverkade hon i 27 tyska långfilmer. Hon tilldelades Filmband in Silber för bästa kvinnliga biroll i filmenDjävul i siden 1956.
Seeck var även teaterskådespelare vid scener som Berliner Staatstheater och Düsseldorfer Schauspielhaus.

## Filmografi, urval
- 1941 – Vad kvinnor drömmer om våren
- 1956 – Djävul i siden
- 1958 – Ohne Mutter geht es nicht
- 1958 – Farlig böjelse
- 1958 – Smutsig ängel
- 1959 – Skuggan av ett brott
- 1960 – Det sista vittnet